# Scopelogadus
Scopelogadus is een geslacht van straalvinnige vissen uit de familie van grootschubvissen (Melamphaidae).

## Soorten en ondersoorten
- Scopelogadus beanii (Günther, 1887)
- Scopelogadus mizolepis (Günther, 1878)
  - Scopelogadus mizolepis bispinosus (C. H. Gilbert, 1915)
  - Scopelogadus mizolepis mizolepis (Günther, 1878)
- Scopelogadus unispinis Ebeling & W. H. Weed, 1963